# Репкинская поселковая община
Репкинская поселковая общи́на (укр. Ріпкинська селищна громада) — территориальная община в Черниговском районе Черниговской области Украины. Административный центр — пгт Репки.
Население — 14 578 человек. Площадь — 1 013,3 км².
Количество учреждений, оказывающих первичную медицинскую помощь — 4.

## История
Репкинская поселковая община была создана 12 июня 2020 года путём объединения Репкинского, Замглайского и Радульского поселковых, Великовесского, Вербицкого, Вишнёвского, Голубичского, Грабовского, Гучинского, Даничского, Задериевского, Красковского, Ловынского, Малолиственского, Новоукраинского, Петрушивского, Пушкаривского и Сибережского сельских советов Репкинского района (1923-2020). Одна из трёх общин созданных на территории Репкинского района.
17 июля 2020 года община вошла в состав нового Черниговского района.

## География
Община включает 48,6% территории и 56% населения упразднённого Репкинского района. Община граничит с Добрянской, Любечской, Новобелоусской, Типичевской, Городнянской общинами, Белоруссией. Реки: Днепр, Сож, Вир, Белоус.

## Населённые пункты
- пгт Репки
- пгт Замглай
- пгт Радуль
- Баханы
- Бихольцоховка
- Буянки
- Великая Весь
- Великие Осняки
- Вербичи
- Вишнёвое
- Высокинь
- Глиненка
- Голубичи
- Грабов
- Гучин
- Даничи
- Задериевка
- Звеничев
- Зубахи
- Каменка
- Кислые
- Корчевье
- Красковское
- Кратынь
- Ловынь
- Лопатни
- Малый Листвен
- Молочки
- Мутичев
- Новоселки
- Новоукраинское
- Передел
- Петруши
- Пилипча
- Плехтиевка
- Познопалы
- Присторонь
- Пушкари
- Рашкова Слобода
- Сенюки
- Сибереж
- Суличевка
- Сусловка
- Тамаровка
- Трудовое
- Убежичи
- Чудовка
- Чумак
- Ямище